# Cortaillod
Cortaillod je obec v kantonu Neuchâtel na západě Švýcarska. Má přibližně 4 700 obyvatel.

## Geografie
Cortaillod leží v nadmořské výšce přibližně 484 metrů, vzdušnou čarou osm kilometrů jihozápadně od hlavního města kantonu, Neuchâtelu. Seskupená kompaktní obec se rozkládá na okraji náhorní plošiny na jižním úpatí Jury, jižně od aluviálního vějíře řeky Areuse, asi 50 metrů nad hladinou Neuchâtelského jezera.
Území obce o rozloze 3,7 km² zahrnuje oblast na severozápadním břehu Neuchâtelského jezera. Východní část katastru obce leží na mělkém náhorním kuželu řeky Areuse, severní hranici tvoří řeka. Na západě zasahuje území do náhorní plošiny Cortaillod, která leží v nadmořské výšce kolem 490 m a strmě klesá k Neuchâtelskému jezeru a řece Areuse. Nejvyšší bod obce leží v nadmořské výšce 509 m n. m. na této náhorní plošině jihozápadně od centra obce. Jihozápadní hranici tvoří malé erozní údolí, které se vlévá do Neuchâtelského jezera u staré cihelny La Tuilerie. V roce 1997 zabírala 34 % rozlohy obce zastavěná plocha, 12 % lesy a lesní pozemky, 53 % zemědělství a mírně přes 1 % neproduktivní půda.
Cortaillod zahrnuje osady Bas-de-Sachet (439 m n. m.) na aluviálním vějíři řeky Areuse na úpatí náhorní plošiny a Petit Cortaillod (433 m n. m.) u Neuchâtelského jezera pod centrem obce. Sousedními obcemi Cortaillodu jsou La Grande Béroche a Boudry.

## Historie

Letecký pohled (1954)

Oblast obce Cortaillod je osídlena již dlouhou dobu. Na břehu Neuchâtelského jezera byla objevena čtyři významná sídliště z období neolitu s četnými nálezy (křemenné kameny, kamenné sekery, sekerky a nádoby) z období přibližně 4600 až 3900 let př. n. l. Podle místa nálezu byla pojmenována tzv. cortaillodská kultura. Pobřeží jezera bylo osídleno také v pozdní době bronzové (1250 až 850 př. n. l.). Byla zde vykopána bohatá sbírka artefaktů (sekery, meče, šperky a vázy). Mezi nimi je i nejstarší bronzové kolo ve Švýcarsku. V lokalitě Petit-Cortaillod se nacházejí také stopy po římském sídlišti a burgundském pohřebišti.
První zmínka o obci pochází z roku 1280 a nese název Cortaillaut, v roce 1311 se objevuje zápis Cortaillot. Název místa je odvozen od latinského Curtis Agilaldi („Agilaldův dvůr“). Cortaillod připadl v roce 1311 jako léno pánům z Gorgier, ale majetek ve vsi mělo také převorství Bevaix. V roce 1537 zde byla zavedena reformace. Nejpozději v roce 1545 přešel Cortaillod koupí na pány z Colombier a v roce 1564 na hrabata z Neuchâtelu. Od roku 1648 byl Neuchâtel knížectvím a od roku 1707 byl personální unií připojen k Pruskému království. V roce 1806 bylo území postoupeno Napoleonovi a v roce 1815 v rámci Vídeňského kongresu dostalo do Švýcarské konfederace, přičemž pruští králové zůstali až do roku 1857 rovněž knížaty neuchâtelskými.

## Obyvatelstvo

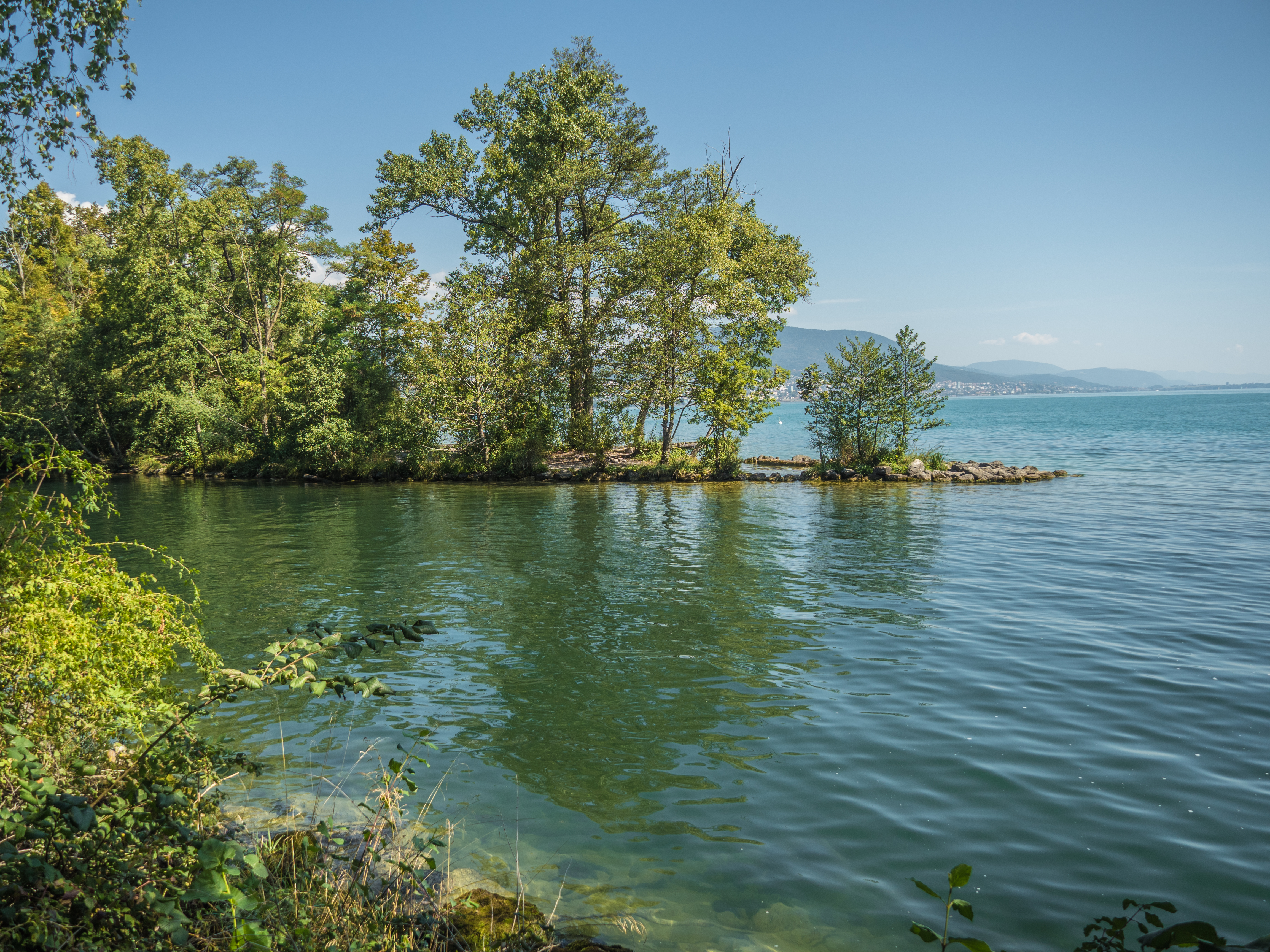
Břeh jezera v Cortaillodu

S téměř 5000 obyvateli je Cortaillod jednou z větších obcí kantonu Neuchâtel. Z celkového počtu obyvatel je 86,9 % francouzsky mluvících, 3,9 % německy mluvících a 2,8 % italsky mluvících (k roku 2000). Obyvatelstvo Cortaillodu se zpočátku vyvíjelo pomalu, ale od roku 1950 výrazně stoupá, přičemž obzvláště silný růst byl zaznamenán v 60. letech 20. století.
| Rok            | 1850 | 1900 | 1950 | 1960 | 1970 | 1980 | 1990 | 2000 |
| Počet obyvatel | 1110 | 1299 | 1561 | 1768 | 3063 | 3603 | 4119 | 4373 |

## Hospodářství
Cortaillod byl po dlouhou dobu vesnicí, která se vyznačovala především zemědělstvím. Strmé svahy náhorní plošiny Cortaillodu jsou ideální pro pěstování vinné révy, které je dosud důležité (zejména červené víno). Úrodné půdy náhorní plošiny se využívají především v zemědělství. Během 18. století byly jižně od Areuse založeny dvě továrny Indienne, například Fabrique-Neuve de Cortaillod. Ta byla v provozu až do roku 1854, poté byly budovy nějakou dobu nevyužívané, dokud se v nich v roce 1879 neusadila společnost Câbles Cortaillod, která je v současnosti nejvýznamnější firmou (od roku 2001 pod názvem Nexans Suisse SA) v Cortaillodu. Ve druhé polovině 19. století byla v Cortaillodu továrna na hodinky a v letech 1991–2001 v obci sídlilo evropské technologické centrum Silicon Graphics. V posledních desetiletích se Cortaillod stal rezidenční obcí. Mnoho pracujících dojíždí za prací do Neuchâtelu.

## Doprava

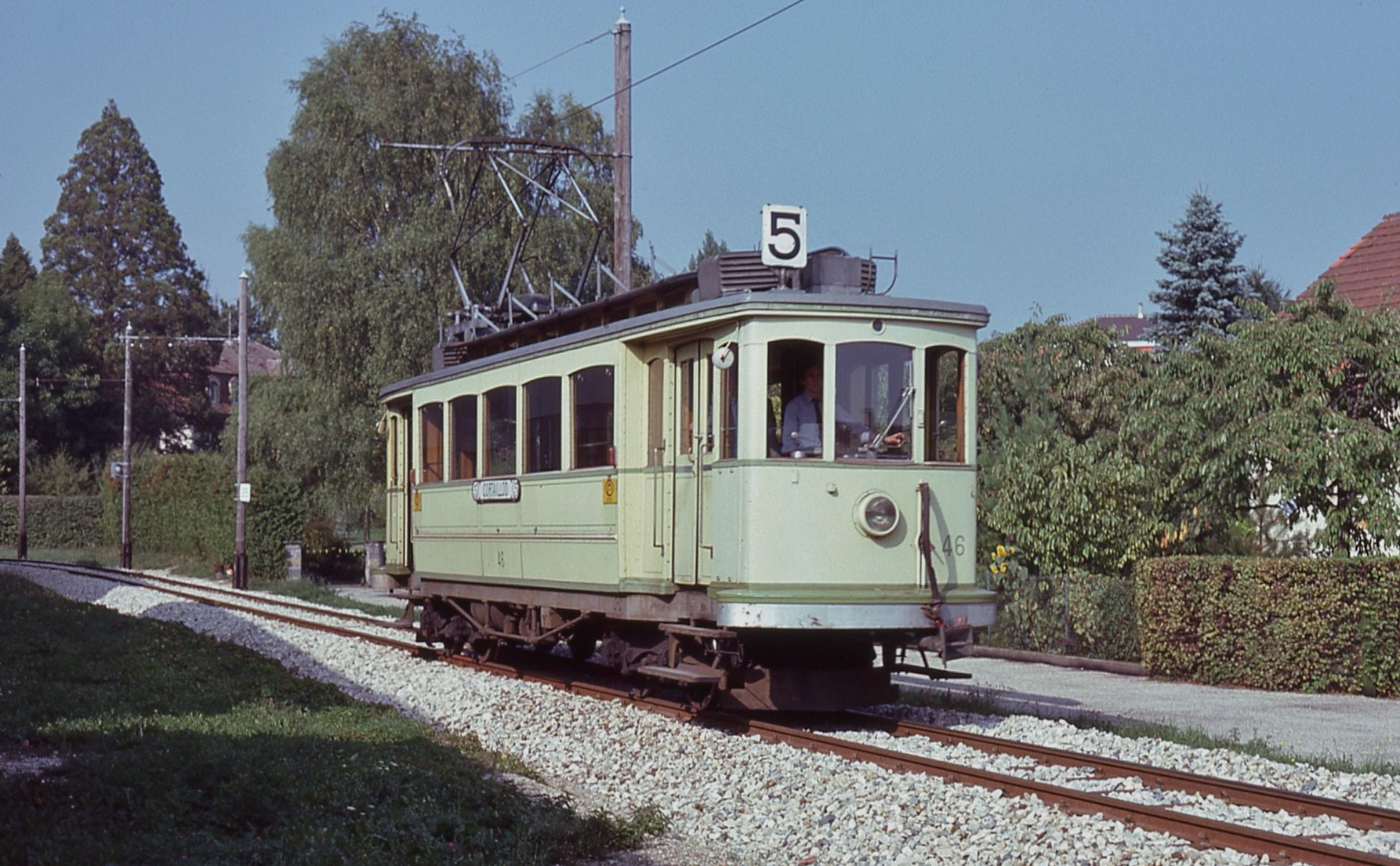
Historický snímek tramvaje do Cortaillod (70. léta 20. století)

Obec leží mírně stranou hlavních průjezdních komunikací, ale má dobré napojení na hlavní silnici č. 5 z Neuchâtelu do Yverdonu. Severozápadním okrajem obce prochází dálnice A5 (Neuchâtel–Yverdon), která byla otevřena pro dopravu v roce 2005. Cortaillod je napojen na síť veřejné dopravy autobusovou linkou z Boudry do Saint-Aubin-Sauges a místní linkou z Cortaillod do Areuse. V letech 1892–1984 do obce vedla také odbočka neuchâtelské tramvajové dráhy, která však již byla zrušena.